# عبدالله بن مسعود
عبدالله بن مسعود (به عربی: عبدالله بن مسعود) با نام کامل عبدالله بن مسعود بن غافل بن حبیب الهذلی معروف به ابن مسعود، از صحابه و یاران محمد بود. او را بزرگ‌ترین مفسر قرآن در زمان خود و دومین مفسر قرآن می‌دانند.: 289  او ششمین مردی بود که در زمانی که محمد در مکه دعوت به اسلام را آغاز کرد، به اسلام گروید.: 115  وی از اولین حافظین قرآن در زمان محمد بوده و از مسلمانانی است که هر دو گروه سنی و شیعه به او احترام می‌گذارند.

## اسلام آوردن
او در نوجوانی تحت تأثیر شخصیت محمد قرار گرفت و مسلمان شد و از محمد خواست تا به او قرآن بیاموزد. عبدالله بن مسعود در این باره می‌گوید: 
وقتی مسلمان شدم از دهان محمد هفتاد سوره را فرا گرفتم که کسی دربارهٔ آن‌ها با من اختلاف و منازعه نمی‌کرد.
ابن مسعود بعد از پیامبر اسلام نخستین کسی بود که در مکه با صدای بلند و آشکار قرآن را تلاوت نمود که منجر به ضرب و شتم وی توسط قریش و غیر مسلمانان گردید و از ناحیهٔ صورت مجروح شد.
ابن حجر در مورد عبدالله بن مسعود می‌گوید: 
او یکی از پیشگامان نخستین بود که از ابتدای دعوت اسلامی مسلمان شد و به حبشه و مدینه هجرت کرد و در جنگ بدر و دیگر جنگ‌ها حضور داشت و همواره در سفر و حضر در رکاب پیامبر خدا بود.

## در زمان خلفای راشدین
بعد از درگذشت محمد، او به یکی از بزرگ‌ترین مفسرین قرآن مبدل گردید. به طوری که بسیاری از مردم اگر در مورد قرآن سؤالی داشتند به او رجوع می‌کردند.

## مصحف ابن مسعود
در روایتی در صحیح بخاری از پیامبر اسلام نقل شده‌است که:
قرائت قرآن را از چهار نفر بخواهید: عبدالله بن مسعود، سالم مولی ابی‌حذیفه، ابی بن کعب و معاذ بن جبل.
سید حسین مدرسی طباطبایی در بررسی خود نشان می‌دهد که این روایت‌ها موثق هستند و نمایانگر مقام و منزلت اصحاب محمد هستند و به رغم اکراه شیعیان از بیانشان به هیچ عنوان نمی‌توان آنها را نادیده گرفت. رسول جعفریان به یک دلیل روایاتی که در باب تفاوت‌های مصحف ابن مسعود با قرآن فعلی نقل شده‌اند را نادرست می‌داند:
عاصم روایتش از قرآن را از ابن مسعود گرفته و معوذتین در قرآن عاصم آورده‌شده‌اند.
در مقابل اکثر بزرگان اهل سنت مانند فخر رازی و ابن حزم این روایات را کاملاً صحیح می‌دانند.
| قرآن مشهور                                              | مصحف ابن مسعود                                            |
| إِنِّی أَرَانِی أَعْصِرُ خَمْرًا                                     | إنی أرانی أعصر عنبا                                       |
| إِنَّ السَّاعَةَ آتِیَةٌ أَکَادُ أُخْفِیهَا                              | ... إنی أکاد أخفیها من نفسی                               |
| وَقُرْآنًا فَرَقْنَاهُ لِتَقْرَأَهُ عَلَی النَّاسِ عَلَیٰ مُکْثٍ                  | ... فرقناه علیک ...                                       |
| وَالسَّارِقُ وَالسَّارِقَةُ فَاقْطَعُوا أَیْدِیَهُمَا                        | والسارق والسارقة فاقطعوا أیمانهما                         |
| مَا نَنسَخْ مِنْ آیَةٍ أَوْ نُنسِهَا نَأْتِ بِخَیْرٍ مِّنْهَا أَوْ مِثْلِهَا          | ما ننسک من آیة أو ننسخها نجئ بمثلها                       |
| هَلْ یَنْظُرُونَ إِلَّا أَنْ یَأْتِیَهُمُ اللَّهُ فِی ظُلَلٍ مِنَ الْغَمَامِ وَالْمَلَائِکَة | ... إلا أن یأتیهم الله والملائکة فی ظلل من الغمام         |
| وَمَا یَعْلَمُ تَأْوِیلَهُ إِلاَّ اللَّهُ وَالرَّاسِخُونَ فِی الْعِلْمِ یَقُولُونَ      | إن تأویله إلا عند الله …                                  |
| إِلَّا أَن یَأْتِینَ بِفَاحِشَةٍ مُّبَیِّنَةٍ                               | إلا أن یفحشن                                              |
| أَذِلَّةٍ عَلَی الْمُؤْمِنِینَ أَعِزَّةٍ عَلَی الْکَافِرِین                     | ... غلظاء علی الکافرین                                    |
| مَن لَّعَنَهُ اللَّهُ وَغَضِبَ عَلَیْهِ وَجَعَلَ مِنْهُمُ الْقِرَدَةَ وَالْخَنَازِیرَ       | من غضب الله علیهم و جعلهم قردة وخنازیر                    |
| فَلَنَسْئَلَنَّ الَّذِینَ أُرْسِلَ إِلَیْهِمْ                                | فلنسئلن الذین أرسلنا إلیهم قبلک رسلنا                     |
| حَتَّی یَلِجَ الْجَمَلُ فِی سَمِّ الْخِیَاطِ                              | حتی یلج الجمل الأصفر فی سم المخیط                         |
| وَلَمَّا سَکَتَ عَنْ مُوسَی الْغَضَبُ                                  | ولما صبر عن موسی الغضب                                    |
| إِنَّهُ عَمَلٌ غَیْرُ صَالِحٍ فَلا تَسْأَلْنِ مَا لَیْسَ لَکَ بِهِ عِلْمٌ             | إنه عمل غیر صالح أن تسألنی ما لیس لک به علم               |
| النَّبِیُّ أَوْلَی بِالْمُؤْمِنِینَ مِنْ أَنفُسِهِمْ وَأَزْوَاجُهُ أُمَّهَاتُهُمْ          | النبی أولی بالمؤمنین من أنفسهم وأزواجه أمهاتهم وهو أب لهم |
| أَسْرَیٰ بِعَبْدِهِ لَیْلًا مِّنَ الْمَسْجِدِ الْحَرَامِ                        | أسری بعبده من اللیل من المسجد الحرام                      |
| وَالشَّمْسُ تَجْرِی لِمُسْتَقَرٍّ لَّهَا                                  | والشمس تجری لا مستقر لها                                  |
| مَن بَعَثَنَا مِن مَّرْقَدِنَا                                      | من أهبنا من مرقدنا                                        |
| وَتَکُونُ الْجِبَالُ کَالْعِهْنِ الْمَنْفُوشِ                             | ... کالصوف المنفوش                                        |
| قَالَ یَا بُنَیَّ إِنِّی أَرَیٰ فِی الْمَنَامِ أَنِّی أَذْبَحُکَ                  | إنی أری فی المنامِ أفعل ما أمرت به                         |
| فَخَلَقْنَا الْمُضْغَةَ عِظَامًا فَکَسَوْنَا الْعِظَامَ لَحْمًا                  | ثم جعلنا المضغة عظامًا وعصبًا فکسوناه لحمًا                  |

## درگذشت
عبدالله بن مسعود در سال ۶۵۳: 99  در مدینه درگذشت و شب در بقیع به خاک سپرده شد. در مورد اینکه آیا عمار بن یاسر یا عثمان بن عفان بر او نماز خواندند اختلاف نظر وجود دارد.: 121 